# Közgazdász
A közgazdász egy felsőfokú képzettséget igénylő foglalkozás. Magyarországon a FEOR 2511-es kódja alá tartozik.
A jelentősen megnövekedett közgazdász végzettséggel rendelkezők számából adódik, hogy a közgazdászdiploma az 1990-es évek elejétől kezdve folyamatosan és jelentősen veszített értékéből. A 2020-as években a frissen végzettek többsége már a nemzeti átlagfizetés alatt tud csak elhelyezkedni, a karrierlehetőségeik is jelentősen korlátozottak. A mérnöki, informatikai és orvosi képzésekhez képest a közgazdász végzettség értéke drasztikusan visszaszorulóban van.

## Feladatai
- Tanulmányozza a gazdasági élet jelenségeit, törvényszerűségeit,
- elemzi és értelmezi a gazdasági folyamatokat, adatokat, összefüggéseket (így pl. a termelés, a foglalkoztatás, árszínvonal stb. alakulását),
- gazdasági beszámolókat, költségvetéseket, prognózisokat ír, valamint
- a gazdaság egészére kiterjedő, illetve a gazdálkodó egységekre vonatkozó döntéseket készít elő.

## Tipikus közgazdász munkakörök
- Közgazdász
- Gazdasági elemző
- Közgazda
- Tervező-elemző közgazdász

## A foglalkozás gyakorlására jogosító képesítések

### Az OSZK szerint
- Gazdasági mérnök
- Okleveles közgazdász
- Közgazdász (főisk.) gazdálkodási szakon
- Közgazdász (főisk.) kereskedelmi szakon
- Közgazdász programozó matematikus
- Közgazdász tanár
- Közgazdász (főisk.) külgazdasági szakon
- Közgazdász (főisk.) nemzetiségi kommunikációs szakon
- Pénzügyi szakon üzemgazdász
- Vállalkozásszervező közgazdász
- Közgazdász nemzetközi marketing és TQM szakon
- Közgazdász vendéglátó szakoktatói szakon
- Közgazdász kereskedelmi szakoktatói szakon
- Közgazdász vendéglátó és szálloda szakon
- Mezőgazdasági közgazdász
- Gazdaságpolitikus
- Vállalatgazdálkodási üzemgazdász
- Pénzügyi közgazdász (tiszti)

### A Bologna-rendszerben
- Közgazdasági elemző
- Közgazdász alkalmazott közgazdaságtan alapképzési szakon
- Közgazdász emberi erőforrások alapképzési szakon
- Közgazdász gazdálkodási és menedzsment alapképzési szakon
- Közgazdász gazdaságelemzés alapképzési szakon
- Közgazdász katonai gazdálkodási alapszakon pénzügy szakirányon
- Közgazdász kereskedelem és marketing alapképzési szakon
- Közgazdász közszolgálati alapképzési szakon
- Közgazdász nemzetközi gazdálkodási alapképzési szakon
- Közgazdász pénzügy és számvitel alapképzési szakon
- Közgazdász turizmus-vendéglátás alapképzési szakon
- Okleveles biztosítási és pénzügyi matematikus-közgazdász aktuárius szakirány
- Okleveles közgazdász marketing szakon
- Okleveles közgazdász MBA szakon
- Okleveles közgazdász pénzügy szakon vállalati pénzügyek szakirány
- Okleveles közgazdász turizmus-menedzsment szakon
- Okleveles közgazdász, gazdaság-matematikai elemző szakon gazdaságmodellezés szakirány
- Okleveles közgazdász, közgazdálkodás és közpolitika szakon közpolitika elemzés szakirány
- Okleveles közgazdász, nemzetközi gazdaság és gazdálkodás szakon nemzetközi gazdaságelemzés szakirányon
- Okleveles közgazdász, regionális és környezeti gazdaságtani szakon területfejlesztési szakirány
- Okleveles közgazdász, számvitel szakon vezetői számvitel szakirány
- Okleveles közgazdász, vállalkozásfejlesztési szakon
- Okleveles közgazdász, vezetés és szervezés szakon szervezetalakítás és folyamatszervezés szakirány
- Okleveles logisztikai menedzser

## Közgazdászképzés Magyarországon
A kommunista diktatúra idején az 1970-es évekig a Marx Károly Közgazdaságtudományi Egyetem (mai neve: Budapesti Corvinus Egyetem) jelentette a hazai hazai közgazdasági felsőoktatást. Az 1970-es években a Budapesten kívüli egyetemek közül elsőként Pécsen került sor közgazdasági oktatásra, ekkor még a Janus Pannonius Egyetemen. A Budapesten működő gazdasági képzést biztosító főiskolák (a Kereskedelmi és Vendéglátóipari, a Külkereskedelmi, valamint a Pénzügyi és Számviteli Főiskola) voltak még jelen a hazai felsőoktatásban ezen a területen. Ezen főiskolák integrációjukat követően egy intézménybe kerültek összevonásra, amely 2000-ben felvette a Budapesti Gazdasági Főiskola elnevezést, majd a Budapesti Gazdasági Egyetem nevet, 2025-től pedig a Budapesti Gazdaságtudományi Egyetem elnevezést használja. A rendszerváltást követően, az 1990-es években bekövetkezett változások eredményeként az országban működő legtöbb egyetemen jelenleg van valamilyen gazdasági képzés. A legtöbb kínálatban szerepelnek az alábbi szakok: gazdálkodási és menedzsment, pénzügy és számvitel, nemzetközi gazdálkodás, marketing-kereskedelem, turizmus-vendéglátás, humán-erőforrás menedzsment.
Az 1990-es évek elejétől kezdődően a magyar felsőoktatásban jelentős expanzió ment végbe: egyre több hallgató nyert felvételt különböző egyetemekre és főiskolákra, különösen a gazdasági szakokra. Ez a folyamat – amely részben a rendszerváltást követő új gazdasági és társadalmi igényekre adott válasz volt – ahhoz vezetett, hogy a közgazdász diplomával rendelkezők száma az elmúlt évtizedekben megsokszorozódott.
Az ilyen mértékű kibocsátás azonban nem járt együtt a munkaerőpiaci kereslet arányos növekedésével. Az évről évre egyre több pályakezdő közgazdász belépése a munkaerőpiacra egyre súlyosabb túlkínálatot eredményezett. Ennek következménye, hogy a korábban presztízsnek számító közgazdász diploma az mára sokat veszített az értékéből: a munkaadók már nem feltétlenül tudnak, vagy akarnak magas fizetéseket kínálni a közgazdász diplomával rendelkezőknek, és a diplomás munkák sem feltétlenül jelentenek kiemelkedő karrierlehetőséget.
A 2020-as évekre ez a tendencia markánssá vált: a közgazdasági diplomával frissen végzettek többsége csupán az országos átlagbér alatti fizetéssel talál munkát, és sok esetben nem is a képzettségüknek megfelelő pozícióban helyezkednek el. Az előrelépési lehetőségek is beszűkültek, különösen azok számára, akik nem rendelkeznek különleges tudással, kiemelkedő nyelvtudással és nemzetközi tapasztalattal.
Ezzel szemben a mérnöki, informatikai és orvosi területeken jelentkező hallgatók munkaerőpiaci kilátásai sokkal kedvezőbbek. Ezek a hivatások a digitális átalakulás, a negyedik ipari forradalom, illetve a társadalom elöregedése következtében egyre keresettebbek, és a kezdőfizetések is jelentősen meghaladják a közgazdász diplomásokét. Ez a tendencia ráadásul évről évre egyre jobban erősödik, mivel a technológiai fejlődés folyamatosan új igényeket támaszt ezen hivatások irányába.
A gazdasági szakokra jelentkező fiatalok legtöbbje szemében a gazdasági ismeretek általános, „átjárható” tudásként jelennek meg – sokan úgy érzik, hogy ezzel a végzettséggel többféle karrierlehetőség is nyitva állhat előttük. Ugyanakkor a legtöbb jelentkező jó eséllyel nincs tisztában a valós elhelyezkedési és anyagi kilátásokkal, vagy a közgazdász diploma drasztikus értékvesztésének mértékével.
Összességében tehát elmondható, hogy a közgazdász diploma ma már közel sem jelent automatikusan jól fizető, biztos karriert és egzisztenciát, éppen ellenkezőleg. A végzettség értéke erősen függ az egyéni kompetenciáktól, szakosodástól, gyakorlati tapasztalattól és attól, hogy a diplomás képes-e folyamatosan alkalmazkodni a gyorsan változó gazdasági környezethez.
Magyarországi felsőoktatási intézmények gazdasági szakokkal
- Andrássy Gyula Budapesti Német Nyelvű Egyetem – (Nemzetközi gazdaság és gazdálkodás mesterszak)
- Budapesti Corvinus Egyetem
- Budapesti Gazdaságtudományi Egyetem
- Budapesti Metropolitan Egyetem – Üzleti, Kommunikációs és Turisztikai Kar
- Budapesti Műszaki és Gazdaságtudományi Egyetem – Gazdaság- és Társadalomtudományi Kar
- Debreceni Egyetem – Gazdaságtudományi Kar
- Dunaújvárosi Egyetem
- Edutus Egyetem (Tatabánya)
- Eszterházy Károly Katolikus Egyetem – Gazdaság- és Társadalomtudományi Kar (Eger)
- Eötvös Loránd Tudományegyetem – Gazdaságtudományi Kar
- Gábor Dénes Egyetem (Budapest)
- Gál Ferenc Egyetem – Gazdasági Kar (Szeged, Békéscsaba)
- IBS Nemzetközi Üzleti Főiskola (Budapest)
- Károli Gáspár Református Egyetem Gazdaságtudományi, Egészségtudományi és Szociális Kar (Budapest)
- Kodolányi János Egyetem – Gazdaságtudományi Kar (Budapest, Székesfehérvár, Orosháza)
- Magyar Agrár- és Élettudományi Egyetem – Gazdasági és Társadalomtudományi Képzések Központ (Budapest, Kaposvár, Gödöllő, Gyöngyös, Keszthely, Szarvas)
- Miskolci Egyetem – Gazdaságtudományi Kar
- Milton Friedman Egyetem (Budapest)
- Nemzeti Közszolgálati Egyetem – Államtudományi és Nemzetközi Tanulmányok Kar (Budapest)
- Neumann János Egyetem – Gazdaságtudományi Kar (Kecskemét)
- Nyíregyházi Egyetem
- Óbudai Egyetem – Keleti Károly Gazdasági Kar (Budapest)
- Pannon Egyetem – Gazdálkodási Kar Zalaegerszeg
- Pannon Egyetem – Gazdaságtudományi Kar (Veszprém, Nagykanizsa)
- Pázmány Péter Katolikus Egyetem – Bölcsészet- és Társadalomtudományi Kar (Budapest)
- Pécsi Tudományegyetem – Közgazdaságtudományi Kar
- Soproni Egyetem – Lámfalussy Sándor Közgazdaságtudományi Kar
- Széchenyi István Egyetem – Kautz Gyula Gazdaságtudományi Kar (Győr)
- Szegedi Tudományegyetem – Gazdaságtudományi Kar
- Tokaj-Hegyalja Egyetem (Sárospatak)
- Tomori Pál Főiskola (Budapest, Kecskemét)
- Wekerle Sándor Üzleti Főiskola (Budapest)